# René Le Forestier (peintre)
René Le Forestier (né à Pontivy le 17 janvier 1903 et mort à Concarneau le 4 septembre 1972) est un peintre français qui a vécu à Concarneau et peint surtout la Bretagne.

## Biographie
Ayant au départ une formation de coiffeur, René Le Forestier fut un élève d'Arthur Midy et s'installa à Concarneau 14, place Saint-Guénolé où il tenait une galerie d'art, en plein cœur de la "Ville close" qu'il peignit abondamment. Peintre de grand talent, il réalisa aussi beaucoup de "peinture alimentaire", c'est-à-dire des œuvres de petit format vite peintes, mais à la portée de toutes les bourses. Les nombreuses scènes de vie qu'il représenta sont des témoignages précieux sur la vie en Bretagne dans les décennies du milieu du XXe siècle.

## Œuvres (liste non exhaustive)
- Les Bretonnes (huile sur toile)
- Les Bigoudènes[3]
- Marin à la pipe[4]
- Palette du peintre[5]
- Le Marchand[6]
- Maisons d'un village le long de la rivière[7]
- L'Échoppe[7]
- Intérieur breton[8]
- Le Port[9]
- Bateaux de pêche dans le port[10]
- Le Port de Concarneau et la "Ville close"[11] (aquarelle, 22 × 27 cm)
- Pêcheur devant la ville close[12]
- Près de la fontaine (24 × 19 cm)
- Les Quais au Vert-Galant (Paris) (aquarelle, 23 × 27 cm)
- Retour de pêche - Sur le quai
- Le Marché devant la "Ville close"[2]
- La Place vue de la tour du Gouverneur[2]
- Thonier et chalutier à quai[2]
- La Porte aux vins[2]
- Concarneau : la fête des Filets bleus (1957)
- L'Avant-port de Concarneau (huile sur toile, 33 × 55 cm)